# Honky (Keith Emerson)
Honky (1981) è un album del tastierista Keith Emerson.

## Il disco
L'album fu pubblicato dalla Bubble Record, casa discografica italiana, in Italia; solo in seguito venne distribuito all'estero.
Il disco fu registrato agli Elite Studios e ai Compass Point Studio di Nassau (Bahamas).
Gli arrangiamenti sono curati dallo stesso Emerson, tranne Yancey Special, arrangiata da Harry South ed Emerson.
Nel 1980 Salt Cay, quarta traccia dell'album, è stata usata come sigla del programma Variety di Raiuno, costituita da un videoclip ambientato in una località caraibica, con lo stesso Emerson ripreso mentre suonava il suo piano verticale tra le onde marine.

## Tracce

### Lato A
1. Hello Sailor (Emerson)
2. Bach Before The Mast (George Malcolm)
3. Hello Sailor Finale (Emerson)
4. Salt Cay (Emerson)
5. Green Ice (Emerson)

### Lato B
1. Intro-Juicing (pubblico dominio)
2. Big Horn Breakdown (Billy Taylor)
3. Yancey Special (Meade Lux Lewis)
4. Rum-A-Ting (Emerson)
5. Jesus Loves Me (Emerson)